# Мала Лудина
Мала Лудина је насељено место у општини Велика Лудина, у Мославини, Хрватска. До нове територијалне организације у саставу бивше велике општине Кутина.

## Становништво
| Националност       | 1991.        |
| Хрвати             | 157 (86,74%) |
| Срби               | 1 (0,55%)    |
| Југословени        | 0            |
| остали и непознато | 23 (12,70%)  |
| Укупно             | 181          |